# Bromure de trimédoxime
Le bromure de trimédoxime est un antidote contre l'empoisonnement aux composés organophosphorés. Une étude sur des rats empoisonnés avec 26 organophosphorés différents a montré que la trimédoxime est un antidote plus efficace que l'obidoxime et la pralidoxime. Une oxime était considérée comme efficace si son administration permettait d'éviter la mort d'au moins la moitié des animaux empoisonnés. La trimédoxime s'est avérée inefficace contre sept de ces 26 organophosphorés : le trichlorfon (métrifonate), l'oxydéméton-méthyle, le pyridafenthione (de), le pirimiphos-méthyle (en), l'azinphos-méthyle, le dialifor (en) (torak) et le diméthoate, tandis que l'obidoxime était inefficace contre 10 et la pralidoxime contre 14 de ces organophosphorés.